# オオコノハズク
オオコノハズク（大木葉木菟、学名：Otus semitorques）はフクロウ目フクロウ科の鳥である。

## 分布
ロシア東部の沿海州からサハリン、中国東部に分布する。北方で生息する個体は、冬期は南方へ渡る。
日本では、北海道においては夏鳥として飛来し、それ以外の地域では留鳥として生息する。琉球諸島に生息するのは、亜種のリュウキュウオオコノハズク(O. s. pryeri)である。

## 形態
体長は約24cmで、翼を広げた幅は約57cm。コノハズクと似ているがやや大きい。体色は褐色、灰色、黒色の複雑で細かい斑で、後ろ側に灰白色の斑がある。目は橙色である。

## 生態
平地から山地の林に住み、秋冬には雑木林や竹林の中で数羽集まっていることがある。夜行性で、ネズミなどの哺乳類や鳥類、昆虫などを捕食する。
繁殖期に雄は「ウォッウォ」「ポ　ポ　ポ」と続けてやや甲高い声で鳴くほか、地鳴きとして「ミャ～オ」と猫のような声も発する。

## 保全状態評価
亜種　リュウキュウオオコノハズク　Otus semitorques pryeri
- 絶滅危惧II類 (VU)（環境省レッドリスト）